# Lipogramma
A lipogramma egy szöveg, amelyből szándékosan és szisztematikusan kihagytak egy vagy több betűt az ábécéből. A fogalmat az Oulipo társaság találta ki. A szó a görög leipein (eltávolítani, kihagyni) és gramma (betű) szavakból kovácsolódik.
A legjelentősebb irodalmi lipogrammák: Georges Perec La Disparition című regénye, melyből az e betű maradt ki szándékosan, és az erre született Les Revenentes című regénye, melyben viszont e betű kivételével más magánhangzó nem szerepel. Ez olyan szenzációt keltett, hogy hamarosan lefordították az első művet németre, spanyolra, angolra és törökre is, a másodikat pedig angolra. Ezek a fordítások maguk is persze lipogrammák. Spanyolul azonban a nyelv eltérő adottságai miatt nem az e betű maradt ki, hanem az a.
Azt a lipogrammát, amely egyetlen mássalhangzót használ, monovokálisnak, amely kettőből építkezik, azt pedig bivokálisnak nevezzük.
Lipogrammistának nevezzük azt az írót, aki ilyen műveletekkel ír. Perec állítása szerint az első lipogrammista egy bizonyos Hermioni Lasszosz volt, aki két verset írt a szigma használata nélkül.
Valójában a legtöbb nyelvben találunk lipogrammát. Két példa erre: a portugál v és b hang egybeesik, míg a kínaiaknál nem létezik az r hang. Tulajdonképp a fenti szöveg is felfogható lipogrammának, hiszen nem használ sem w-t, sem x-et (stb.).